# Kniha Severní Qi
Kniha Severní Qi (čínsky:北齐书, pinyin Bei Qi Shu), byla oficiální historie čínské dynastie Severní Qi. Byla napsána historikem dynastie Tang Li Baiyaoem (李百药) a byla dokončena v roce 636. Je uveden mezi oficiálními Čtyřiadvaceti historiemi Číny. Původní Kniha obsahovala 50 kapitol, ale za dynastie Song bylo zjištěno, že pouze 17 kapitol zůstalo neporušených, zbytek je ztracen.